# Noire Rock
Der Noire Rock (französisch Roche Noire, übersetzt Schwarzer Felsen), im Vereinigten Königreich als Sable Pinnacles (englisch für Schwarze Zinnen) und in Argentinien als Monte Doble (spanisch für Doppelberg) bekannt, ist eine dunkle, gegabelte und 320 m hohe Felsnadel an der Danco-Küste des Grahamlands auf der Antarktischen Halbinsel. Der Felsen ragt 2,5 km südwestlich des Mount Dedo im Nordwesten der Arctowski-Halbinsel auf.
Teilnehmer der Belgica-Expedition (1897–1899) unter der Leitung des belgischen Polarforschers Adrien de Gerlache de Gomery kartierten ihn 1898 und benannten ihn deskriptiv. Das Advisory Committee on Antarctic Names übertrug die französische Benennung 1965 ins Englische.